# Savanyú a csokoládé (album)
A Savanyú a csokoládé Katona Klári 1977-ben megjelent első nagylemeze, amelyet a Pepita adott ki. Katalógusszáma: SLPX 17521.
Az összes dal zeneszerzője és szövegírója Demjén Ferenc, kivéve a megjelölteknél.

## Az album dalai

### A oldal
1. Tükörszoba
2. Mesél a szemed
3. Szívtelen játék
4. Az iskolatáska
5. Üzenet ősszel (Tolcsvay Béla)

### B oldal
1. Savanyú a csokoládé
2. Sohasem kérlek
3. Ha a cipőm beszélni tudna (Hajdú Sándor - Demjén Ferenc)
4. Talált álmok osztálya (Hajdú Sándor - Demjén Ferenc)
5. Ez az utolsó (Tóth János Rudolf - Demjén Ferenc)

## Közreműködik
- Bergendy-együttes – kíséret
- Tolcsvay-trió
- Csuka Mónika – vokál
- Herczku Annamária – vokál
- MRT Vonós tánczenekar – kíséret
- Szigeti Edit – vokál